# Монева
Монева (ісп. Moneva) — муніципалітет в Іспанії, у складі автономної спільноти Арагон, у провінції Сарагоса. Населення — 122 особи (2010).
Муніципалітет розташований на відстані близько 250 км на схід від Мадрида, 60 км на південь від Сарагоси.

## Демографія
Динаміка населення (INE ):